# 52nd Street
《52nd Street》은 1978년 10월 11일에 발매된 미국의 싱어송라이터 빌리 조엘의 여섯 번째 스튜디오 음반이다. 그의 획기적인 성공 음반인 《The Stranger》의 후속 음반인 조엘은 그의 이전 음반들과 차별화하기 위해 다양한 재즈 뮤지션들을 고용하면서 음반을 신선한 사운드를 주려고 노력했다.
이 음반은 조엘이 빌보드 차트에서 1위를 차지한 네 개의 음반 중 첫 번째였고, 그에게 두 개의 그래미 어워드를 안겨 주었다. 미국에서는 3곡이 톱 40에 진입해 〈My Life〉 (3위), 〈Big Shot〉 (14위), 〈Honesty〉 (24위)의 성공을 이루었다. 이 음반은 비평가들로부터 비슷한 평가를 받았으며 1979년 올해의 음반 그래미 어워드를 받았다. 이 그래미상은 프로듀서 필 라몬에게 수여되었다. 라몬이 사망하자, 《52nd Street》의 올해의 음반 그래미 어워드를 조엘에게 전해졌다. 또한, 이 음반은 1982년 10월 1일 일본에서 판매되는 소형 디스크 포맷으로 상업적으로 발매된 첫 번째 음반 중 하나로 유명하다(이날 발매된 음반은 조엘의 다른 음반 3개를 포함해 50여 장의 CD 중 하나였지만, 그 중 첫 번째 카탈로그 번호인 35DP-1을 기록했고, 그래서 종종 첫 음반으로 인용되기도 했다). 이에 따라 소니가 2018년 레코드 제조에 복귀한 것도 이번이 처음이다.

## 평가
| 전문가 평가                   | 전문가 평가 |
| 평가 점수                     | 평가 점수   |
| 출처                          | 점수        |
| ----------------------------- | ----------- |
| AllMusic                      | [ 7 ]       |
| Blender                       | [ 8 ]       |
| Christgau's Record Guide      | B–          |
| Encyclopedia of Popular Music | [ 10 ]      |
| The Great Rock Discography    | 7/10        |
| The Rolling Stone Album Guide | [ 12 ]      |
| The Village Voice             | B−          |

1979년 《빌리지 보이스》에서 《52nd Street》를 리뷰한 로버트 크리스트가우는 조엘이 귀에 잘 들어오는 곡을 쓰는 재능이 있다고 평가했으며, 그를 더 많은 "아첨"을 지닌 엘튼 존에 비유했다. 《글로브 앤드 메일》은 이 음반에 대해 "작곡가의 음악적 어휘가 대도시의 다양한 드라마를 담기에는 지나치게 제한되어 있는 듯하며, 음악은 점점 반복적이고 정형적인 양상을 띠기 시작했다"고 평했다.

## 곡 목록
모든 곡들은 빌리 조엘에 의해 작사/작곡하였다.
| #  | 제목         | 재생 시간 |
| -- | ------------ | --------- |
| 1. | 〈Big Shot〉 | 4:03      |
| 2. | 〈Honesty〉  | 3:52      |
| 3. | 〈My Life〉  | 4:44      |
| 4. | 〈Zanzibar〉 | 5:13      |

| #  | 제목                 | 재생 시간 |
| -- | -------------------- | --------- |
| 5. | 〈Stiletto〉         | 4:42      |
| 6. | 〈Rosalinda's Eyes〉 | 4:41      |
| 7. | 〈Half a Mile Away〉 | 4:08      |
| 8. | 〈Until the Night〉  | 6:35      |
| 9. | 〈52nd Street〉      | 2:27      |

## 인증
| 국가                                                  | 인증        | 판매량/출하량 |
| ----------------------------------------------------- | ----------- | ------------- |
| 캐나다 (뮤직 캐나다)                                  | 5× 플래티넘 | 500,000^      |
| 프랑스 (SNEP)                                         | 골드        | 242,500       |
| 홍콩 (IFPI 홍콩)                                      | 골드        | 7,500*        |
| 일본 (RIAJ)                                           | 골드        | 470,000       |
| 뉴질랜드 (RMNZ)                                       | 플래티넘    | 15,000^       |
| 영국 (BPI)                                            | 골드        | 100,000^      |
| 미국 (RIAA)                                           | 7× 플래티넘 | 7,000,000^    |
| *판매량을 기반으로 한 인증 ^출하량을 기반으로 한 인증 |             |               |